# Metoda graničnih parova
Metoda graničnih parova (engleski Border Pairs Method, BPM) je metoda za učenje neuronskih mreža vrste višeslojni perceptron (MLP). To je natgradnja poznatije metode backpropagation. Od nje je puno brža i pouzdanija. Dobra strana nove metode je također konstruktivnost. To znači, da za vrijeme učenja pronađe građu MLP, koja je blizu optimalne. BPM također je primjerena za inkrementalno i online učenje s pomakom koncepta. 

## Također pogledajte
- Umjetna neuronska mreža
- Strojno učenje
- Umjetna inteligencija

Strojno učenje